# همفري بوغارت
همفري بوغارت (بالإنجليزية: Humphrey Bogart)‏ أحد أكبر نجوم السينما الأمريكية ولد عام 1899م وتوفي في عام 1957م وكان ينتمي إلى عائلة مثقفة وميسورة الحال، ولم يستمر في دراسته ليتفرغ للتمثيل، مثل على مدى ربع قرن في ثمانية وستين فيلماً، وقد شخص العديد من الأدوار أثبت فيما بعد تفوقه فيها.
حصل على هذه جائزة الأوسكار في عام 1951، عن دوره في فيلم الملكة الإفريقية من إخراج "جون هيوستن"، وشاركته في بطولة هذا الفيلم كاثرين هيبورن. وقد حصل أيضا عام 1999 على الترتيب الأول لأفضل ممثلي السينما الأمريكية على الإطلاق عبر 100 عام وذلك ضمن فعاليات يقوم بها معهد الفيلم الأمريكي.

## من أهم أفلامه
- شيطان مع امرأة – من أول أفلامه عام 1930م
- اثنان ضد العالم
- مدرسة الجريمة
- صبي من أوكلاهوما
- الصقر المالطي
- عبر الباسفيكي
- كازبلانكا - الدار البيضاء
- أن تملك أو لا تملك - عن رواية لإرنست همنجواي من إخراج هوارد هوكس عام 1944،
- صحارى
- الممر المظلم
- كنز السييرا مادري
- الملكة الإفريقية – نال عليه جائزة الأوسكار
- الكونتيسة الحافية - من إخراج جوزيف مانكيفش
- لسنا ملائكة
- النوم العميق
- سابرينا مع أودري هيبورن
- كي لارغو

## روابط خارجية
- همفري بوغارت على موقع مباريات الشطرنج (الإنجليزية)

- همفري بوغارت على موقع IMDb (الإنجليزية)
- همفري بوغارت على موقع الموسوعة البريطانية (الإنجليزية)
- همفري بوغارت على موقع روتن توميتوز (الإنجليزية)
- همفري بوغارت على موقع مونزينجر (الألمانية)
- همفري بوغارت على موقع ألو سيني (الفرنسية)
- همفري بوغارت على موقع ميوزك برينز (الإنجليزية)
- همفري بوغارت على موقع تيرنر كلاسيك موفيز (الإنجليزية)
- همفري بوغارت على موقع أول موفي (الإنجليزية)
- همفري بوغارت على موقع قاعدة بيانات برودواي على الإنترنت (الإنجليزية)
- همفري بوغارت على موقع قاعدة بيانات برودواي على الإنترنت (الإنجليزية)